# Silberbergwerk Iwami
Das Silberbergwerk Iwami (japanisch 石見銀山, Iwami Ginzan) ist ein ehemaliges Silberbergwerk im Nima-Distrikt (heute Stadt Ōda) in der Präfektur Shimane, Japan.

## Übersicht
Die Mine wurde bereits im 14. Jahrhundert entdeckt. Im 17. Jahrhundert wurden die Vorkommen in den Bergen Yōgai-san (要害山) und Sen-no-yama (仙ノ山) zur wichtigsten Silberquelle Japans. Ab 1533 wurde aus China über Korea eine neue Methode der Silbergewinnung eingeführt, die die Ausbeute beträchtlich steigerte. Das führte zu bewaffneten Auseinandersetzungen, bis das Bergwerk unter die Kontrolle des Mōri-Klans kam.
Anfang des 17. Jahrhunderts  kam das Bergwerk unter die Kontrolle des Tokugawa-Shogunats, das Ōkubo Nagayasu (1545–1613) als obersten Aufseher einsetzte. Das Bergwerk produzierte in dieser Zeit etwa 1488 Tonnen Silber. Ende des 17. Jahrhunderts nahm jedoch die Ausbeute beträchtlich ab, aber ab dem Beginn des 18. Jahrhunderts wurde auch Kupfer gewonnen.
1887 kam das Bergwerk in den Besitz einer privaten Firma, der Fujita-Gumi (藤田組). Sie gab das Bergwerk 1923 auf.
Die Mine (bestehend aus ca. 600 Schächten und Gruben) gehört seit dem 28. Juni 2007 mit ihrer Kulturlandschaft zum UNESCO-Welterbe. Das dabei erfasste Kerngebiet mit 14 verschiedenen Stätten (darunter die Orte ehemaliger Produktionsstätten, Siedlungen, Festungen, Grabstätten, Schreine, Transportwege und Häfen) ist 442 Hektar groß. Ein Teil der Stollen kann besichtigt werden.

## Bilder

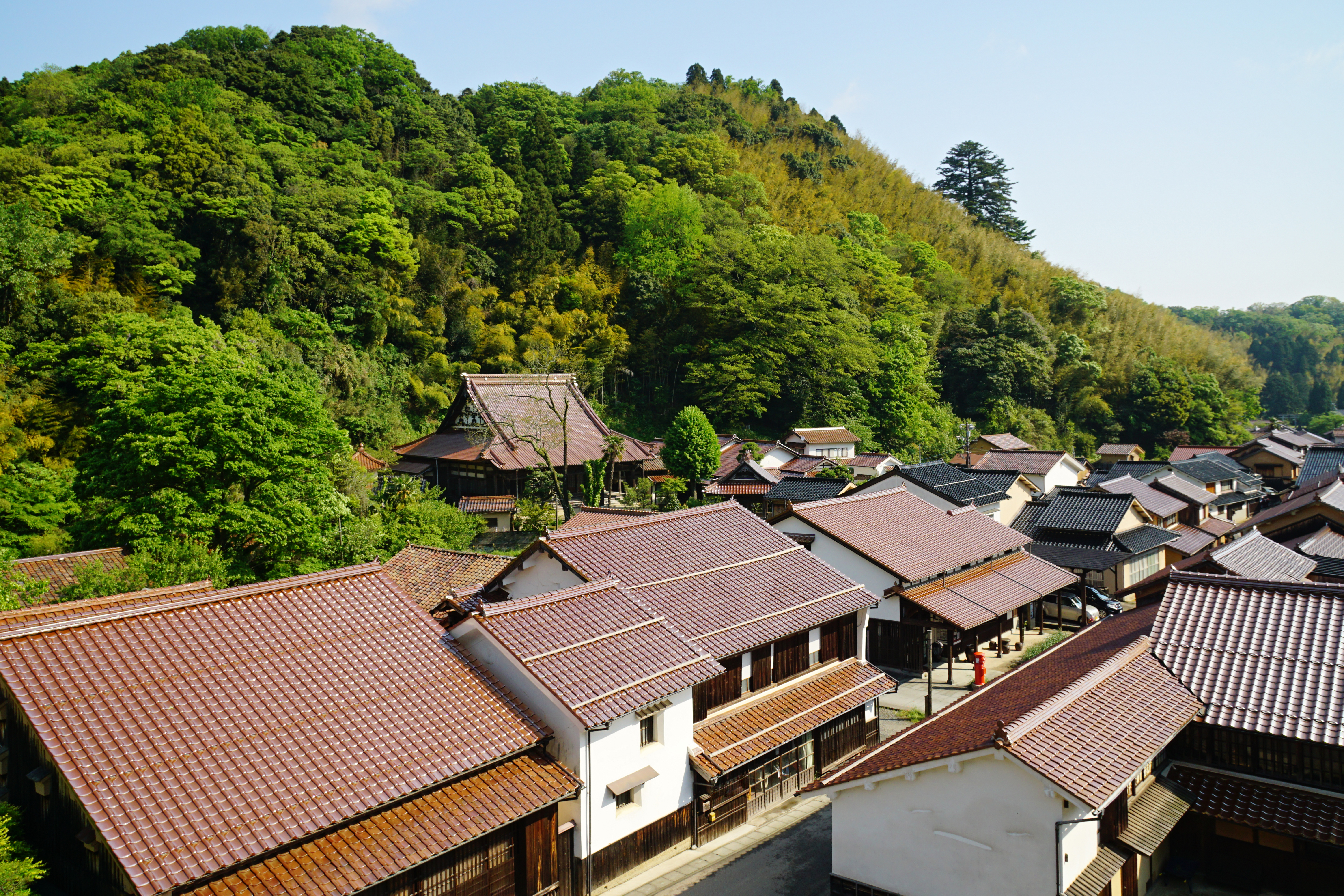
Omori Mine
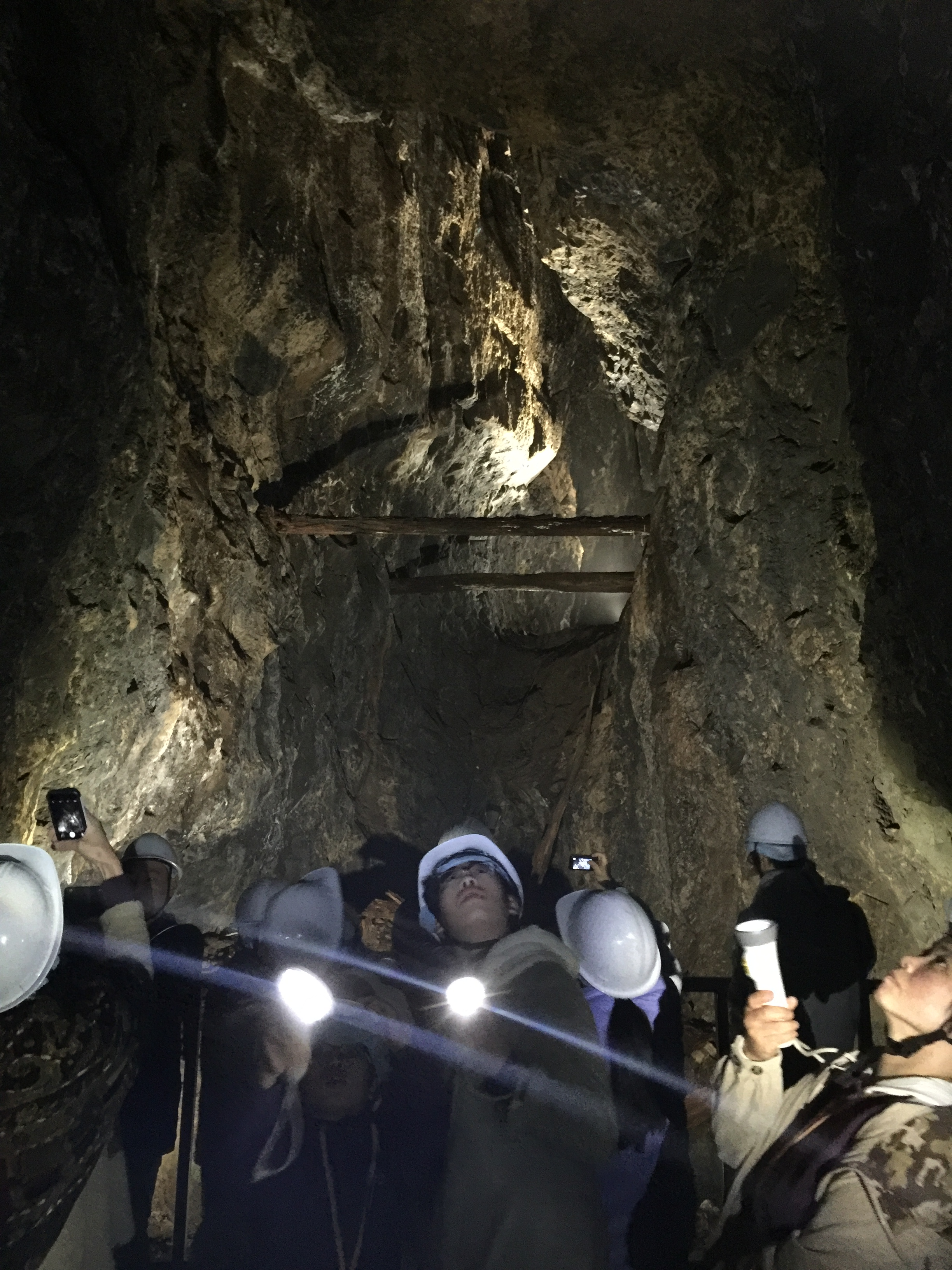
Okubo Mine
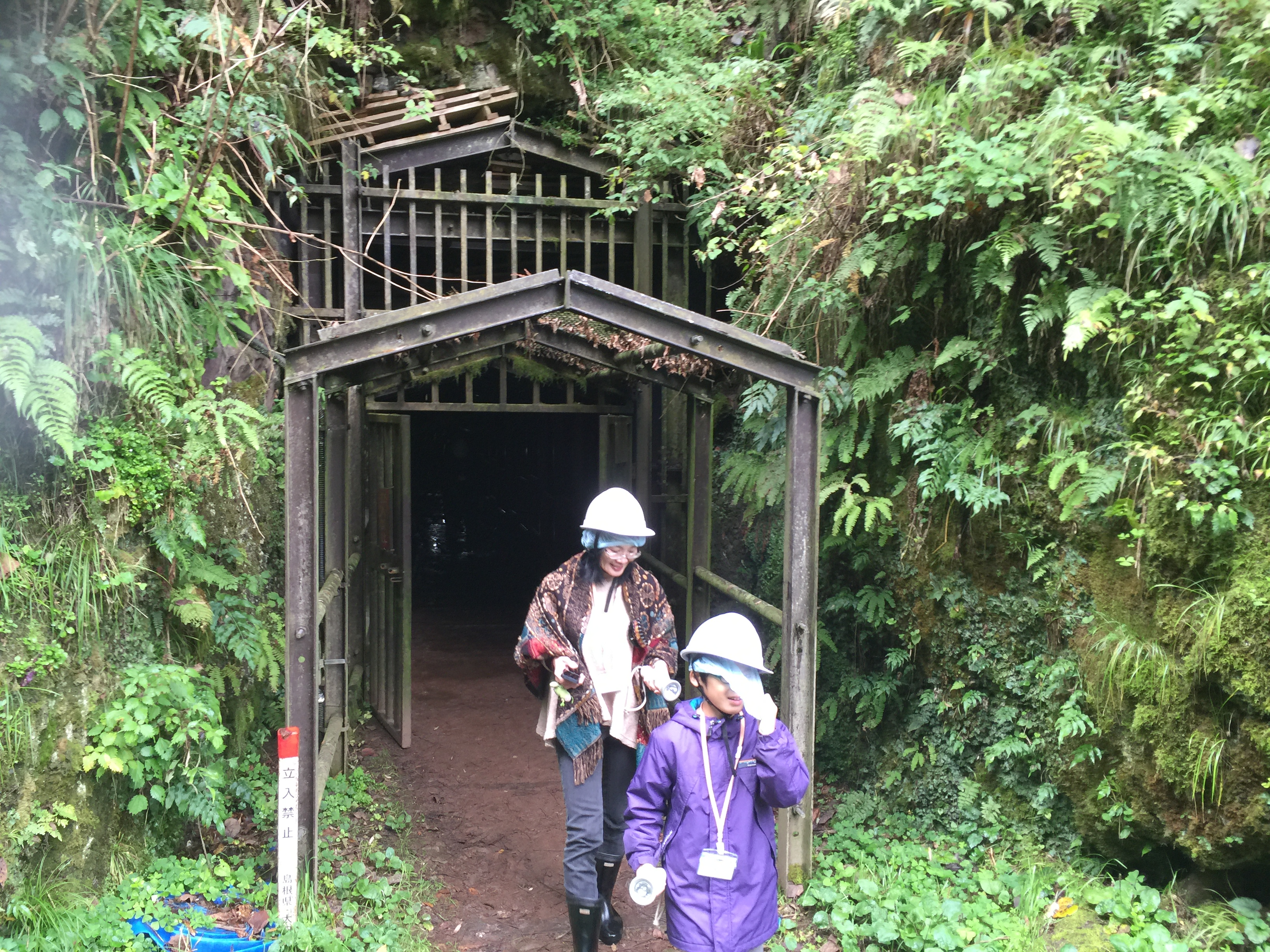
Okubo Mine
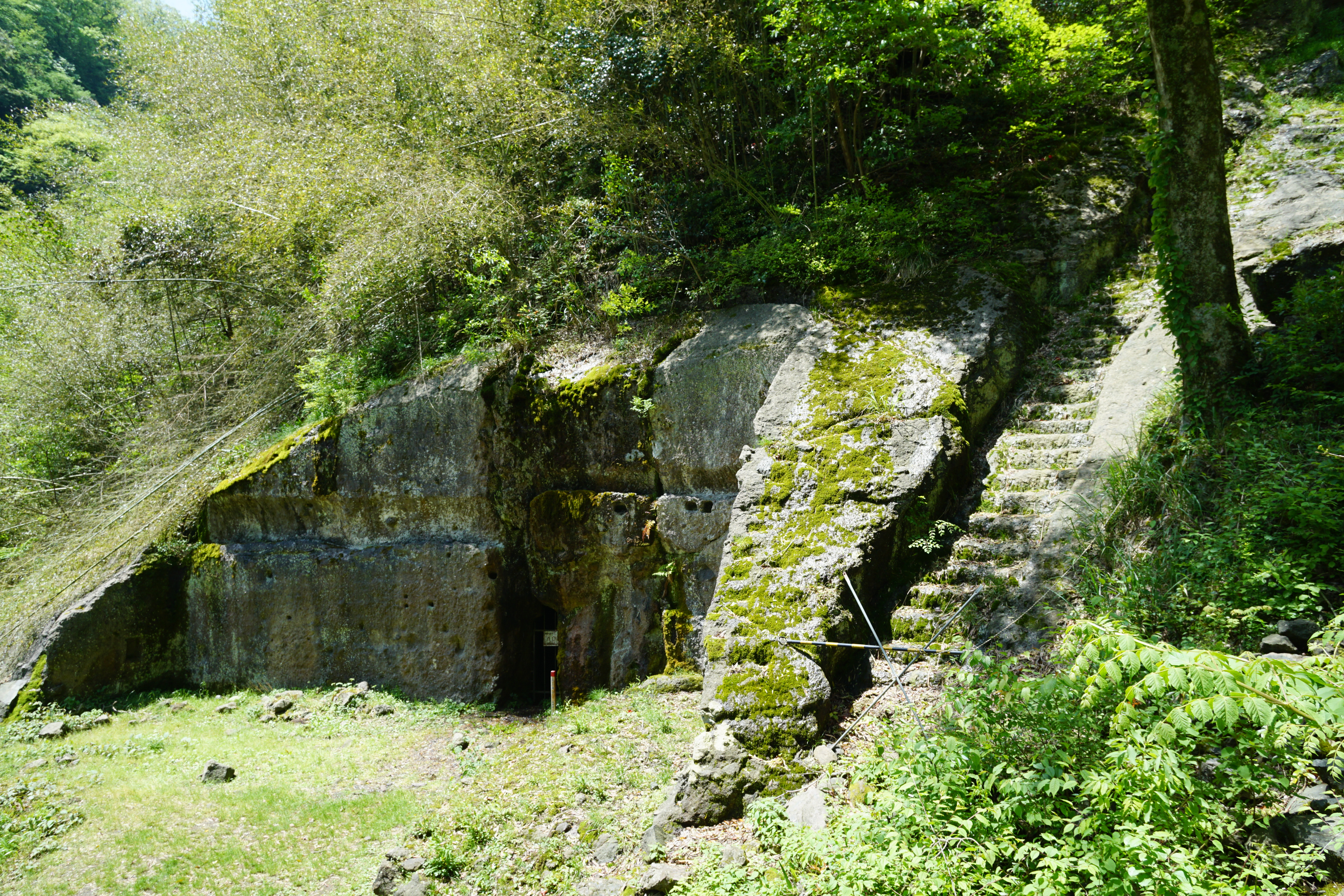
Kamaya Mine
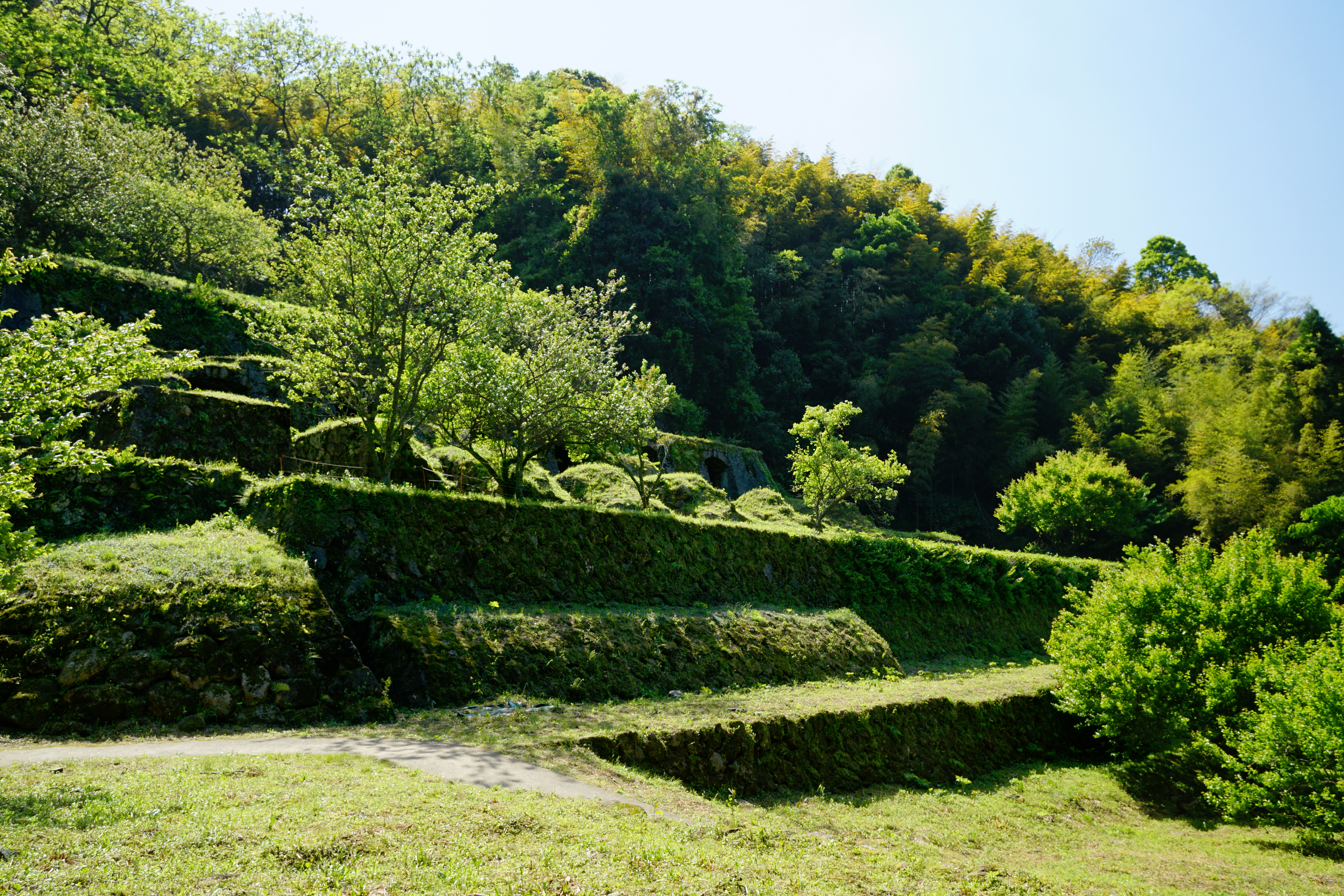
Shimizudani Raffinerie-Ruinen
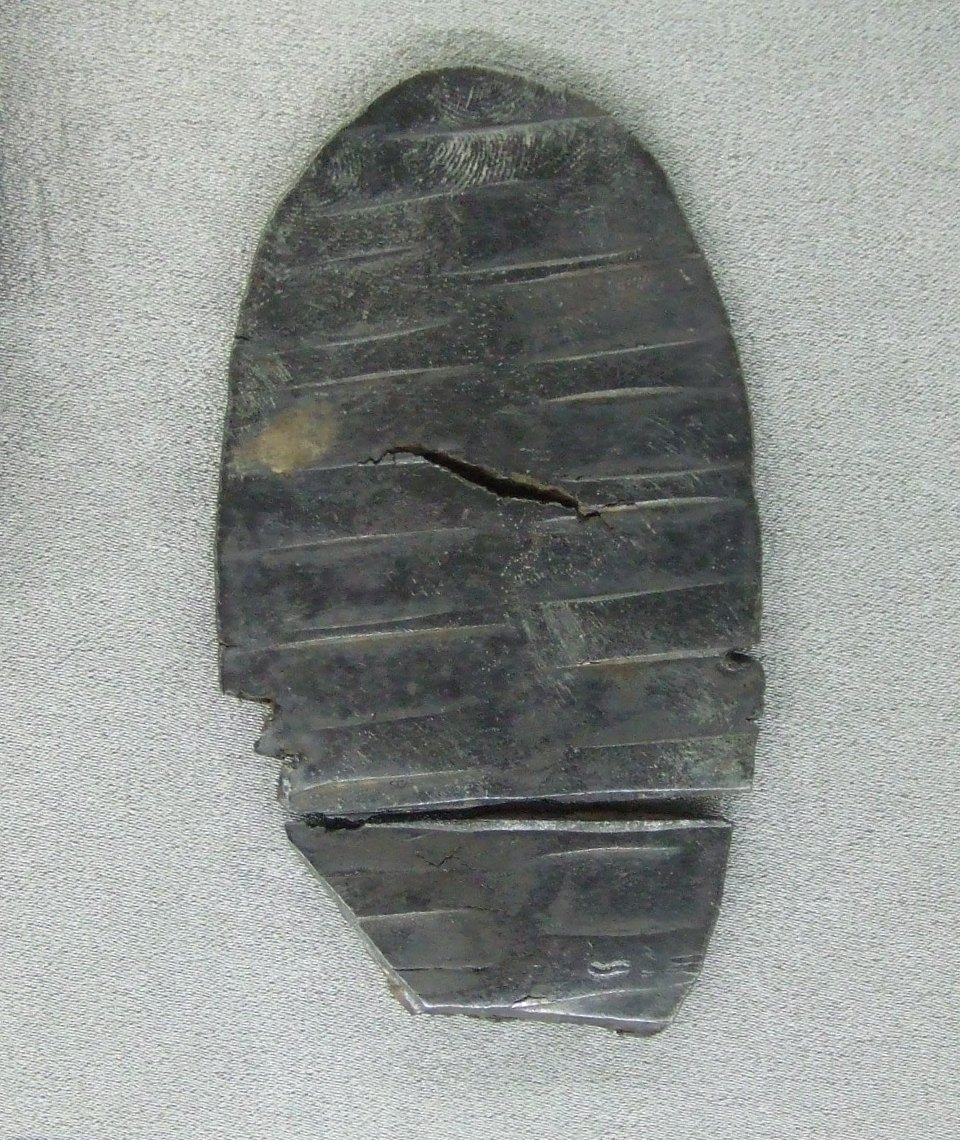
Silberstück